# Hermon (Nowy Jork)
Hermon – town w Stanach Zjednoczonych, w stanie Nowy Jork, w hrabstwie St. Lawrence.
Powierzchnia town wynosi 54,23 mi² (około 140,5 km²). W 2010 roku jego populacja wynosiła 1108 osób, a liczba gospodarstw domowych: 653. W 2000 roku zamieszkiwało je 1069 osób, a w 1990 mieszkańców było 1041.